# New Hamburg (Misuri)
New Hamburg es un lugar designado por el censo ubicado en el condado de Scott en el estado estadounidense de Misuri. En el Censo de 2020 tenía una población de 218 habitantes y una densidad poblacional de 93,56 habitantes por km². Fue incluido como CDP en el censo de 2020. 

## Geografía
New Hamburg se encuentra ubicado en las coordenadas 37°05′35″N 89°35′36″O / 37.09306, -89.59333.Según la Oficina del Censo de los Estados Unidos,  tiene una superficie total de 2,33 km², de la cual 2,30 km² corresponden a tierra firme y 0,03 km² a agua.